# Ivan Gundić Ćiso
Ivan Gundić Ćiso - Dalmata (Riđica, 1947. – 2000.), bio je akademski slikar i profesor likovne umjetnosti. Rodom je Hrvat.
Rodio se je u bačkom selu Riđici 1947. godine. Školovao se za učitelja u Somboru. Pohađao je Likovni odjel VPŠ u Novom Sadu, a potom je otišao studirati u Rijeku, gdje je na Fakultetu likovnih umjetnosti u Rijeci u klasi Antona Depopea diplomirao te bio na postdiplomskom magistarskom studiju.
U Riđici i Stanišiću je radio kao profesor likovne umjetnosti i bio je vrlo omiljen. 
Svoje slikarske radove je pred kraj života potpisivao kao Dalmata. Djela je izlagao u tuzemstvu i inozemstvu. Bio je članom Udruženja likovnih umjetnika Vojvodine, Saveza udruženja likovnih umjetnika Jugoslavije te Association Internationale des Arts Plastiques.
Umro je 2000. godine.
Od 2009. se godine u Stanišiću održava Likovna kolonija u organizaciji mjesnog Hrvatskog kulturnog društva Vladimir Nazor, a koja nosi ime njemu u čast. HKD V. Nazor je imenovao i likovnu sekciju svog društva po njemu.